# Jan David Geerling Grootveld

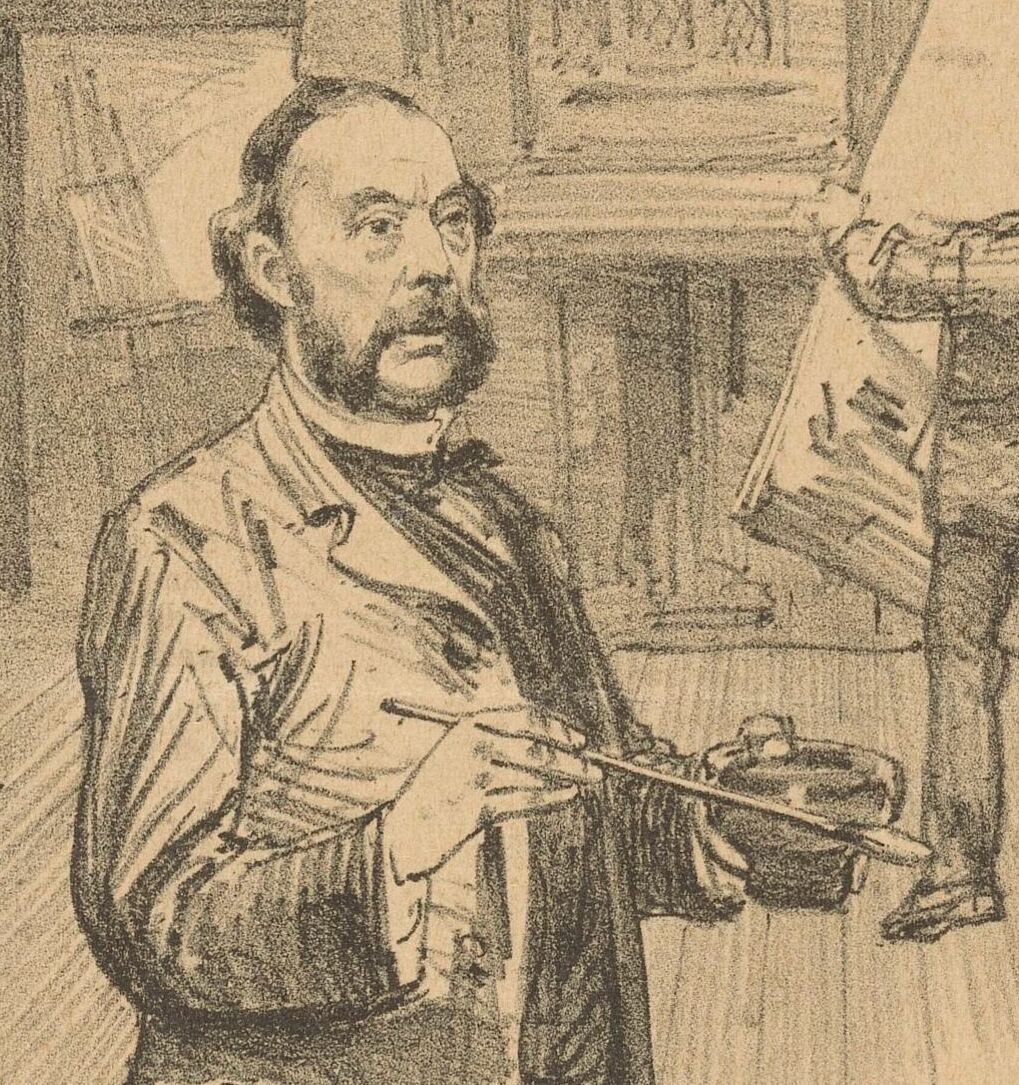
Jan David Geerling Grootveld

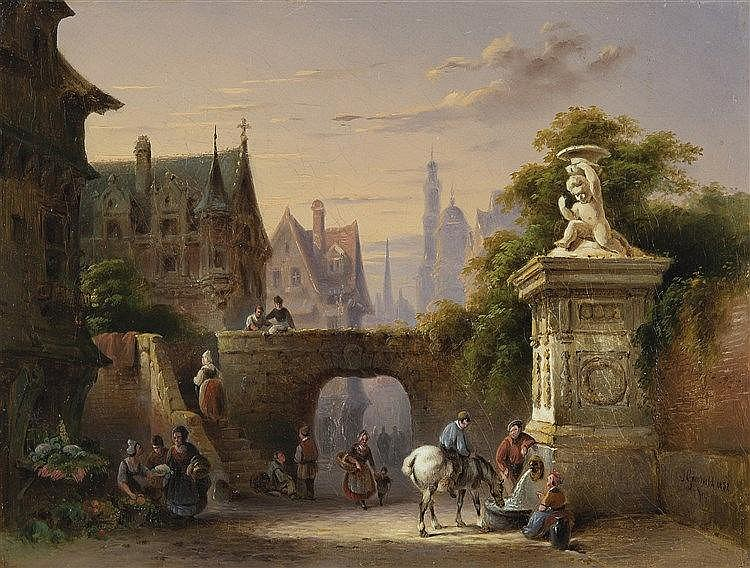
Stadtansicht mit Figuren

Jan David Geerling Grootveld (* 10. Mai 1821 in Amsterdam; † 25. Februar 1890 ebenda) war ein niederländischer Maler.
Grootveld war Schüler von Elias Pieter van Bommel, dann von J. E. de Vries. 
Er lebte und arbeitete in Amsterdam, vorübergehend auch von 1865 bis 1868 in Utrecht. War als Maler und Dekorationsmmaler tätig.
War über 20 Jahre Chefdekorateur am Paleis voor Volksvlijt in Amsterdam. 1868 wurde er Mitglied der Rijksakademie van beeldende kunsten in Amsterdam. 
Seine Schüler waren Jan Maandag, Karel Hendrik Roskam und Hendrik van Steenwijk.
Er nahm an der Ausstellung Amsterdam 1882 teil. 